# Bénouville, Calvados

Bénouville este o comună în departamentul Calvados, Franța. În 1 ianuarie 2022 avea o populație de 2.001 de locuitori.